# Hostilianus római császár
Imperator Caesar Caius Valens Hostilianus Messius Quintus Augustus, általánosan elterjedt néven Hostilianus császár (Sirmium, 230-235 között – Róma, 251 novembere) 251-ben társcsászár a Római Birodalomban.

## Származása
Apja a korábbi császár Decius, édesanyja Herennia Cupressenia Etruscilla előkelő etruszk családból származott, akinek valószínűleg rokona volt Trebonianus Gallus – a Hostilianust később adoptáló következő császár – felesége, Afinia. Hostilianus 230-ban született Sirmiumban.

## Élete
Miután apja 249-ben Veronánál legyőzte az előző császárt és Augustus, azaz császár lett, Philippus Arabsot, bátyjával, Herenniusszal együtt Caesar rangot kapott. Hostilianus nem vett részt apjával és bátyjával a gótok ellen a Duna mentén 250–251-ben folytatott hadműveletekben, hanem Rómában maradt. 251 májusában a folyamatos lázadások és arulások hatására Decius mindkét fiát Augustusszá, azaz társcsászárrá nyilváníttatta. Amikor Deciust és idősebb fiát Scythia Minor tartományban, Abrittus – a mai dobrudzsai Razgrad mellett – a gót seregek csatában megölték, a helyszínen a római csapatok Trebonianus Gallust emelték császárrá, azaz Augustusszá. Rómába a szantátusnak üzenve Trebonianus elvetette Hostilianustól az Augustus címet, de saját fiával, Volusianusszal együtt Caesarrá nyilváníttatta. Rómába szeptemberben visszatérve azután Trebonianus adoptálta Hostilianust és ismét Augustusszá emeltette, ahogy saját vér szerinti fiát is.

## Halála
Hostilianus a Rómában fellángoló pestisjárványban megbetegedett és 251 novemberében elhunyt. Ezután kezdett terjedni az a szóbeszéd, hogy Trebonianus kihasználta a járványt és megmérgeztette Hostilianust. Adoptálását pedig azzal magyarázták, hogy így akarta elleplezni, hogy Deciust állítólag elárulta. Valójában a jó bánásmódot a rokoni kötelék is magyarázhatja.